# Férfi egyéni mezőnyverseny kerékpározás az 1896. évi nyári olimpiai játékokon
A férfi országúti mezőnyverseny volt az egyetlen országúti kerékpárverseny az 1896. évi nyári olimpiai játékok programjában. A táv 87 kilométer hosszú volt, a versenyt április 12-én rendezték.
3 nemzet 7 versenyzője indult el ezen a megmérettetésen.

## Érmesek
| Arany                                            | Ezüst                              | Bronz                                 |
| Arisztídisz Konsztandinídisz · Görögország (GRE) | August Gödrich · Németország (GER) | Edward Battell · Nagy-Britannia (GBR) |

## Eredmények
| Helyezés | Versenyző                          | Eredmény   |
| -------- | ---------------------------------- | ---------- |
| Arany    | Arisztídisz Konsztandinídisz (GRE) | 3:22:31    |
| Ezüst    | August Gödrich (GER)               | 3:42:18    |
| Bronz    | Edward Battell (GBR)               | nincs adat |
| 4-7.     | Georgiosz Aszpiotisz (GRE)         | nincs adat |
| 4-7.     | Miltiadesz Iatru (GRE)             | nincs adat |
| 4-7.     | Konsztantinosz Konstantinu (GRE)   | nincs adat |
| 4-7.     | Georgiosz Paraszkevopulosz (GRE)   | nincs adat |

A 87 km-es táv egy Athén-Marathon-Athén útvonalat foglalt magába. Az öt görög versenyző mellett a német August Gödrich, valamint a brit Edward Battell indult ezen a versenyen. A hazai Arisztídisz Konsztandinídisz a rajttól egészen a marathoni fordulóig vezetett a versenyben, azonban nem sokkal a forduló után elromlott a kerékpárja, és míg új biciklit kapott, Battell megelőzte. A cél előtt azonban Battell és Konsztantinidisz is elesett. Battell ezzel az eséssel nemcsak a vezető helyét vesztette el, de még von Gödrich is megelőzte, így csak a bronzérem jutott neki. Konsztantinidiszé lett az aranyérem, aki 3 óra 22 perc 31 másodperc alatt teljesítette a távot. Von Gödrich ideje 3 óra 42 perc 18 másodperc volt.